# Jean-Luc Gaffard
Vous pouvez aider à l'améliorer ou bien discuter des problèmes sur sa page de discussion.
- Il ne cite pas suffisamment ses sources. Vous pouvez indiquer les passages à sourcer avec {{référence nécessaire}} ou {{Référence souhaitée}}, et inclure les références utiles en les liant aux notes de bas de page. (Marqué depuis septembre 2015)
- Sa forme n’est pas encyclopédique et ressemble trop à un curriculum vitæ. Modifiez le texte pour aider à le transformer en article neutre. (Marqué depuis septembre 2015)

- Archive Wikiwix
- Bing
- Cairn
- DuckDuckGo
- E. Universalis
- Gallica
- Google
- G. Books
- G. News
- G. Scholar
- Persée
- Qwant
- (zh) Baidu
- (ru) Yandex
- (wd) trouver des œuvres sur Wikidata

Jean-Luc Gaffard est un économiste français né le 24 juillet 1948 à Gennevilliers.

## Biographie
Docteur d'État en Sciences économiques (Université Louis-Pasteur de Strasbourg 1975) et agrégé des disciplines juridiques, politiques, économiques et de gestion (1981), Jean-Luc Gaffard est professeur des universités. Il est membre honoraire de l’Institut universitaire de France.
Depuis 1983, Jean-Luc Gaffard est professeur à l’Université Nice Sophia Antipolisaujourd’hui Université Côte d’Azur  
Jean-Luc Gaffard a été doyen de la Faculté de sciences économiques et de gestion de l’Université Louis Pasteur de Strasbourg, 1979-1982 ; directeur de l’Institut de Droit et d’Economie de la Firme et de l’Industrie (unité de recherche du CNRS) 1992-2004 ; membre senior de l’Institut universitaire de France 1998-2008 ; président de l’International Schumpeter Society 2004-2006 ; directeur du Département de recherche sur l’innovation et la concurrence à l’OFCE Sciences Po 2005-2014; professeur à Skema Business School 2010-2016.
Jean-Luc Gaffard a été membre du Conseil supérieur de la recherche et de la technologie 1985-1987; président du Conseil supérieur provisoire des universités, section de sciences économiques 1982-1984 ; membre du Conseil national des universités 1982-1987, 1991-1999 ; membre du Comité national du CNRS (section
de sciences économiques) 1986-1991, 2004-2008 ; membre du Conseil supérieur de l'emploi, des revenus et des coûts, 1994-1999; président du groupe d’experts sur les programmes scolaires de sciences économiques et sociales 2000-2003 ; directeur
scientifique adjoint pour les sciences sociales à la Mission scientifique et technique du Ministère de l'Éducation nationale, 2003-2005 ; président du second concours d’agrégation pour le recrutement de professeurs des universités en science économique (2006-2007) ; membre du conseil scientifique international de l’Institut Max-Planck en Économie d'Iena (institut de recherche sur les systèmes économiques), 2003-2012 ; président du conseil scientifique du CEREQ 2006-2012 ; vice-président du Collectif Andromède, Conseil régional consultatif de la recherche et de
l'enseignement supérieur de la région Provence-Alpes-Côte d'Azur 2004-2015.
Jean-Luc Gaffard a enseigné aux universités d’Aix-Marseille, Besançon, Nice Sophia Antipolis et Rennes, à Sciences Po Paris, à l’École Centrale Paris et à SKEMA Business School. Il a été invité dans les universités et établissements suivants : Université de Rome « La Sapienza », Université de Sienne, Université de Californie à Los Angeles, Université de Californie à Santa Cruz, Institut Max-Planck d'Iena, HEC Montréal, Université Keiō de Tokyo, Université de Côte d’Ivoire[Laquelle ?], Université de Saint-Jacques-de-Compostelle, Université Carlos III de Madrid.
Jean-Luc Gaffard effectue des recherches dans le domaine de l’économie de l’innovation. Ses travaux portent aussi bien sur les phénomènes de croissance et de
fluctuations qui caractérisent les économies de marché soumises à des changements structurels que sur les formes de management des entreprises et
d’organisation industrielle porteuses de choix innovateurs. Le thème dominant de ses travaux est relatif au rôle joué par les irréversibilités et l’incertitude dans le déroulement des événements macro comme microéconomiques. Les principaux résultats concernent l’effet du progrès technique sur l’emploi, le paradoxe de la productivité, le rôle des rigidités associées à des connexions de marché dans la recherche de viabilité des choix innovateurs.

## Publications

### Ouvrages
- Efficacité de l’investissement, croissance et fluctuations, 1979, Paris, Cujas
- La dynamique économique de l’innovation (avec Mario Amendola), 1988, Paris, Economica
  - publié en anglais sous le titre The Innovative Choice: An Economic Analysis of the Dynamics of Technology, 1988, Oxford, Basil Blackwell
- Économie industrielle et de l’innovation, 1990, Paris, Dalloz
- Croissance et fluctuations économiques, 1re édition 1994, 2e édition 1997, Paris, Domat-Montchrestien
- Out of Equilibrium (avec Mario Amendola), 1998, Oxford, Clarendon Press
- Monnaie, croissance et marchés (avec Michel Glais), 2000, Paris, Economica
- Norme, fait, fluctuation : contribution à une analyse des choix normatifs (avec Jean Clam), 2001, Genève, Librairie Droz
- The Market Way to Riches: Behind the Myth (avec M. Amendola), 2007, Cheltenham, Edward Elgar
- La croissance économique, 2011, Paris, Armand Colin
- Capitalisme et cohésion sociale (avec Mario Amendola), 2012, Paris, Economica
- Agent-based models and economic policy (avec Mauro Napoletano), 2012, Paris, OFCE
- Macroéconomie : faits, théories, politiques, coll. « Optimum », 2016, Paris, Ellipses
- Le désordre et la raison : Une économie politique de la mondialisation (avec Mario Amendola), coll. « Innovation, entrepreneuriat et gestion », 2019, Londres, ISTE Éditions
  - publié en anglais sous le titre Disorder and Public Concern Around Globalization, 2019, Hoboken, Wiley
- Le temps retrouvé de l'économie (avec Mario Amendola et Francesco Saraceno), 2020, Paris, Odile Jacob ; entretien avec l'auteur au sujet de ce livre
- Instabilité et résilience des économies de marché, 2023, Paris, Classiques Garnier
- Droit et économie de la transition écologique. Regards Croisés (avec Gilles Martin), Paris, Mare & Martin

### Articles
Jean-Luc Gaffard a publié, seul ou en collaboration plusieurs dizaines d’articles dans des revues scientifiques suivantes : Cahiers d’Economie Politique, Economics of Innovation and New Technology, Economie Appliquée, Economie Rurale, Economies et Sociétés, Entreprises et histoire, Industrial and Corporate Change, Journal of Economic Behavior and Organization, Journal of Evolutionary Economics, Management International, Note Economiche, Research Policy, Revue d'économie industrielle, Revue économique, Revue française d'économie, Revue de l'OFCE, Revue d'économie politique, Review of Austrian Economics, Rivista di Politica Economica, Scottish Journal of Political Economy, Structural Change and Economic Dynamics

## Prix et récompenses
- Chevalier de l’Ordre national du Mérite (1994)
- Officier de l’Ordre national du Mérite (2006)
- Prix Schumpeter 2008 délivré par l’International Schumpeter Society
- Prix spécial du Jury du Prix Turgot 2013